# Theodor Rotter
Rytmistr Theodor Rotter (též později česky Bohdan, 28. března 1873 Český Krumlov – 1944) byl česko-německý četník, důstojník c. k. četnictva, průkopník policejní kynologie v Rakousku-Uhersku. Od roku 1909 se zabýval výcvikem služebních policejních psů a prvních profesionálních psovodů v českých zemích. Roku 1915 pak v Písku stanul v čele první výcvikové a chovné stanice služebních psů.

## Život

### Mládí
Narodil se v Českém Krumlově do německy mluvící rodiny. Vstoupil do rakouského c. k. četnictva, posléze zde dosáhl hodnosti rytmistra. Okolo roku 1900 sloužil na Kladně.

### Výcvik služebních psů
Během své dovolené v německém Saarbruckenu roku 1908 navštívil výcvikovou stanici policejních psů pruského četnictva a rozhodl se věnovat se výcviku psů také v Čechách. Rovněž se stal členem spolku Polizeihundverein, majícího za cíl prosazování služebních psů do řad c. k. četnictva. Roku 1909 zakoupil na vlastní náklady německé ovčáky Vlka a Vlčku z chovatelské stanice Václava Fuchse, kynologa a vydavatele časopisu Svět zvířat, se kterými následně na Kladně prováděl výcvik psů na stopování či zneškodnění útočníka. Ve své činnosti byl spolu se svými kladenskými kolegy úspěšný, práci psů mj. předvedl svým kolegům v nedalekém Rakovníku a dalších městech. Na základě povolení ministerstva zeměbrany z roku 1910 byli na četnických stanicích v Ostravě, Karviné a Fryštátu nasazeni tři policejní psi. Okolo roku 1910 pak Rotter začal působit v Písku, kde byla uvedena do služby fena Vlčka.
Rotter nadále pokračoval v průkopnictví užití četnických psů, mj. vydal roku 1911 odbornou příručku Výcvik a použití služebních psů. Po zřízení výcvikové a chovatelské stanice služebních psů v Písku roku 1915, byl jmenován jejím velitelem. Po vzniku Československa roku 1918 nadále působil v nově vytvořeném Československém četnictvu.

### Úmrtí
Theodor Rotter zemřel roku 1944 ve věku 70 nebo 71 let.

### V literatuře
Rytmistra Rottera zmiňuje ve svém vyprávění postava Josefa Švejka v jedné ze svých nesčetných historek v knize Osudy dobrého vojáka Švejka za světové války od Jaroslava Haška z let 1921–1923. Rotter je zde zmíněn právě v kontextu výcviku policejních psů. S Haškem se potenciálně mohl setkat díky Václavu Fuchsovi, u kterého Hašek nějakou dobu pracoval jako redaktor Světa zvířat.